# Hugo Alberto Acuña
Hugo Alberto Acuña (Buenos Aires, 26 de mayo de 1885-Vicente López, 13 de mayo de 1953) fue el primer argentino en izar la bandera de su país en la Antártida.

## Hechos
Hugo Acuña integró con solo 18 años la primera expedición argentina a las islas Orcadas del Sur. Como empleado del Ministerio de Agricultura de la Nación su función era de colaborar en meteorología y como enviado del Correo Argentino habilitó la primera estafeta postal, inaugurando el Correo Antártico, convirtiéndose en el primer estafeta postal. El 22 de febrero de 1904 fue el primer argentino en izar la bandera argentina en la Antártida, más precisamente en la isla Laurie en las Orcadas del Sur. Desde ese día la base ha estado ocupada por Argentina en forma ininterrumpida, en operación permanente hasta nuestros días. Por este hecho, se instituyó el 22 de febrero, como el Día de la Antártida Argentina. 
En una desgastada libreta de tapas negras, con caligrafía prolija, casi elegante, Hugo Acuña, describe ese momento: "A pesar del frío, vestimos traje de paseo, como en Buenos Aires. Hay 5 grados bajo cero. La bandera asciende en el modesto mástil y comienza a flamear. Ya tenemos listo el pabellón azul y blanco. Ya estamos en nuestra propia casa." 
También describe cómo era la base: "Nuestra cabaña tiene dos ventanas pequeñas. Su moblaje es una biblioteca, una cómoda, una mesa, cuatro bancos y cinco coys" Tenía 14 m² paredes de piedra aislada con papel y techo de lona.  
Permanecieron un año en Orcadas hasta que llegó el relevo con la corbeta ARA Uruguay, el 1 de enero de 1905.

## Antecedentes
El presidente Julio A. Roca compra a William Speirs Bruce las instalaciones que construyeron en la isla Laurie el 2 de enero de 1904. W. Bruce, jefe de la expedición escocesa al mando del bergantín Scotia, se comprometió en realizar el viaje hasta las islas Orcadas y dejar la expedición argentina, compuesta por un alemán, Roberto Mossman, jefe de la comisión, el cual ingresó como empleado al Ministerio; Edgard Szmula de la Oficina Meteorológica; el uruguayo, nacionalizado argentino Luciano Valette, zoólogo y el quinto integrante fue un tripulante del "Scotia" el señor William Smith que ofició de cocinero. Luego continuó viaje de regreso a Escocia.

## Homenajes
- En 1975 se edita un sello postal conmemorativo junto a los pioneros australes José María Sobral, Luis Piedra Buena, Carlos María Moyano y Francisco Pascasio Moreno.
- El 22 de febrero de 2016, en Ushuaia, se descubrió el busto de Hugo Alberto Acuña, en el Paseo de los Pioneros Antárticos, donde se encuentran también los bustos del belga Adrien de Gerlache de Gomery, de los argentinos José María Sobral, Julián Irizar, Gustavo Giró Tapper, Hernan Pujato, y Mario Luis Olezza,